# Unité urbaine de Commentry
L'unité urbaine de Commentry est une unité urbaine française qui fait partie du département de l'Allier et de la région Auvergne-Rhône-Alpes.

## Données globales
En 2010, selon l'Insee, l'unité urbaine était composée de deux communes.
En 2020, à la suite d'un nouveau zonage, elle est composée des deux mêmes communes, toutes les deux situées dans le département de l'Allier, plus précisément dans l'arrondissement de Montluçon.
En 2022, avec 6 786 habitants, elle représente la 4e unité urbaine du département de l'Allier, devancée par les agglomérations urbaines de Vichy (1er rang départemental et sous-préfecture du département), de Montluçon (2e rang départemental, sous-préfecture) et de Moulins (3e rang départemental, préfecture du département).
En 2021, sa densité de population s'élève à 208 hab/km2. Par sa superficie, elle représente 0,45 % du territoire départemental mais, par sa population, elle regroupe 2,04 % de la population du département de l'Allier.

## Délimitation de l'unité urbaine en 2020
Elle est composée des deux communes suivantes :
| Nom                      | Code Insee | Département | Statut       | Superficie (km2) | Population (dernière pop. légale) | Densité (hab./km2) | Modifier                                    |
| ------------------------ | ---------- | ----------- | ------------ | ---------------- | --------------------------------- | ------------------ | ------------------------------------------- |
| Commentry (ville-centre) | 03082      | Allier      | ville-centre | 20,96            | 6 018 (2022)                      | 287                | modifier les données · modifier les données |
| Malicorne                | 03159      | Allier      | banlieue     | 11,84            | 768 (2022)                        | 65                 | modifier les données · modifier les données |

## Évolution démographique
L'évolution démographique ci-dessous concerne l'unité urbaine selon le périmètre défini en 2020.
| 1968   | 1975   | 1982  | 1990  | 1999  | 2010  | 2015  | 2021  |
| ------ | ------ | ----- | ----- | ----- | ----- | ----- | ----- |
| 10 511 | 10 571 | 9 719 | 8 843 | 8 018 | 7 481 | 7 140 | 6 832 |

## Pour approfondir

#### Données générales
- Unité urbaine
- Aire d'attraction d'une ville
- Liste des unités urbaines de France

#### Données démographiques en rapport avec l'unité urbaine de Commentry
- Aire d'attraction de Montluçon
- Arrondissement de Montluçon

#### Données démographiques en rapport avec l'Allier
- Démographie de l'Allier